# 幸福大家庭
《幸福大家庭》（英語：One Big Happy）為一部由艾倫·狄珍妮製作，伊麗莎·庫斯伯特、尼克·札諾與凱莉·布魯克主演的美國情境喜劇。本劇由莉茲·費爾德曼開創，並在2015年3月17日於NBC首播。本劇第一季已獲得NBC共6集的預訂。
2015年5月8日，NBC宣布取消本劇。

## 故事
講述女同性戀者梨姿懷了好友路克的孩子，然而就在此時，路克遇見了其真愛普汝丹絲，而三人就此住在同一個屋簷下，並發展出一系列爆笑的故事。

## 卡司與人物
- 伊麗莎·庫斯伯特 飾演 梨姿·費雪

女同性戀者，路克的青梅竹馬兼室友。
- 尼克·札諾（英语：Nick Zano） 飾演 路克

梨姿的青梅竹馬兼室友，普汝丹絲的丈夫。
- 凱莉·布魯克 飾演 普汝丹絲·梅莉莎白·貝恩斯（原姓：哈德密特·巴特瓦羅）

英國女子，路克的妻子。
- 瑞貝卡·柯瑞（英语：Rebecca Corry） 飾演 梨莎

梨姿的姊姊，瑞伊的妻子。
- 克里斯·威廉斯（英语：Chris Williams (actor)） 飾演 瑞伊

梨姿的姊夫，莉莎的丈夫。
- 布蘭登·麥可·史密斯（英语：Brandon Mychal Smith） 飾演 馬可仕

路克家經營的保齡球館員工。

## 集數
| 集數 | 標題                               | 導演          | 編劇                                    | 播出日期      | 製作 代碼 | 美國收視 （百萬） |
| ---- | ---------------------------------- | ------------- | --------------------------------------- | ------------- | --------- | ----------------- |
| 1    | 試播集 Pilot                       | 史考特·艾里斯 | 莉茲·費爾德曼                           | 2015年3月17日 | 276080    | 5.47              |
| 2    | 清櫃 Out of the Closet             | 戴維·崔納     | 莉茲·費爾德曼 ＆ 莎拉·哈絲              | 2015年3月24日 | 4X6902    | 3.79              |
| 3    | 懷孕也要新戀情 Crushing It         | 琳達·曼陀莎   | 彼特·布萊克、莉茲·費爾德曼 ＆ 莎拉·哈絲 | 2015年3月31日 | 4X6904    | 3.82              |
| 4    | 挑戰冒險精神 Flight Risk           | 謝利·珍森     | 納斯特倫·帝柏                           | 2015年4月14日 | 4X6903    | 3.57              |
| 5    | 我妻子的前夫 A Tale of Two Hubbies | 凱蒂·蓋瑞森   | 葛雷格·麥特勒                           | 2015年4月21日 | 4X6905    | 3.76              |
| 6    | 幸福大結局 Wedlocked               | 謝利·珍森     | 莉茲·費爾德曼                           | 2015年4月28日 | 4X6906    | 3.08              |

## 收視
| 集數   | 標題                                  | 播出日期      | 收視／份額 （18–49歲） | 收視 （百萬） | DVR （18–49歲） | DVR收視 （百萬） | 加總 （18–49歲） | 總收視 （百萬） |
| ------ | ------------------------------------- | ------------- | ---------------------- | ------------- | --------------- | ---------------- | ---------------- | --------------- |
| 第一季 |                                       |               |                        |               |                 |                  |                  |                 |
| 1      | 試播集（Pilot）                       | 2015年3月17日 | 1.6/5                  | 5.47          | 不適用          | 不適用           | 不適用           | 不適用          |
| 2      | 清櫃（Out of the Closet）             | 2015年3月24日 | 1.2/4                  | 3.79          | 不適用          | 不適用           | 不適用           | 不適用          |
| 3      | 懷孕也要新戀情（Crushing It）         | 2015年3月31日 | 1.2/3                  | 3.82          | 不適用          | 不適用           | 不適用           | 不適用          |
| 4      | 挑戰冒險精神（Flight Risk）           | 2015年4月14日 | 1.1/3                  | 3.57          | 不適用          | 不適用           | 不適用           | 不適用          |
| 5      | 我妻子的前夫（A Tale of Two Hubbies） | 2015年4月21日 | 1.1/3                  | 3.76          | 不適用          | 不適用           | 不適用           | 不適用          |
| 6      | 幸福大結局（Wedlocked）               | 2015年4月28日 | 0.8/3                  | 3.08          | 不適用          | 不適用           | 不適用           | 不適用          |
| 平均   | 平均                                  | 平均          | 1.2                    | 3.92          | 0.3             | 0.61             | 1.5              | 4.52            |

## 評價
本劇普遍的獲得較多負面評價，於Metacritic整合的評論中，本劇於總分100分的情況下，僅獲得37分（21名評論家），屬普遍的差評。於爛番茄整合的評論中，也僅獲得18%新鮮度、4.19/10分（28名評論家），評論家共識：「《幸福大家庭》以油腔滑調的花樣與企圖模仿經典情境喜劇僅帶來零星的笑料，儘管卡司已盡力配合。」

## 外部連結
- 官方网站（英文）
- 互联网电影数据库（IMDb）上《幸福大家庭》的资料（英文）